# 安热利纳
安热利纳是巴西圣卡塔琳娜州的一个市镇。总面积500平方公里，总人口5322人，人口密度10.6人/平方公里。